# Mitoura damon
Mitoura damon är en fjärilsart som beskrevs av Pieter Cramer 1782. Mitoura damon ingår i släktet Mitoura och familjen juvelvingar. Inga underarter finns listade i Catalogue of Life.